# Metadioxys formosa
Metadioxys formosa är en biart som först beskrevs av Morawitz 1875.  Metadioxys formosa ingår i släktet Metadioxys och familjen buksamlarbin. Inga underarter finns listade i Catalogue of Life.